# Swainson-tukán
A Swainson-tukán (Ramphastos swainsonii) a madarak (Aves) osztályának harkályalakúak (Piciformes) rendjébe, ezen belül a tukánfélék (Ramphastidae) családjába tartozó faj. Nevét az angol ornitológus William Swainsonról kapta.

## Rendszertani besorolása
Egyes rendszerezők a Swainson-tukánt az aranytorkú tukán (Ramphastos ambiguus) Swainson, 1823 alfajának tekintik.

## Előfordulása
Honduras, Venezuela, Kolumbia és Ecuador területén honos. Esőerdők lakója.

## Megjelenése
Testhossza körülbelül 56 centiméter magas. A tojó valamivel kisebb a hímnél, magassága 52 centiméter. A tojó 580 gramm, a hím 750 gramm.
A madár tollazata hasonlít a szivárványcsőrű tukánéhoz, nagyrészt fekete, jellegzetes a szemétől a melléig érő sárga folt, mely egy piros csíkkal végződik. Fekete szemei körül tollai zöldek. A madár lábai kékek. A csőre, mely 15-20 centiméter hosszú, kétszínű: felső részén sárga csík van, alsó csőre gesztenyebarna.

## Életmódja
Kisebb csoportokban él, gyümölcsökkel, kisebb hüllőkkel és rovarokkal táplálkozik. Akár 20 évig is élhet.

## Szaporodása
Faodvakban rakja a tojásait. A költés  18 napig tart, 9 hét múlva képesek a fiatal madarak önmagukról gondoskodni.